# Eckart Grenzer
Eckart Grenzer (* 15. Februar 1943 in Oldenburg; † 2. September 2017 ebenda) war ein deutscher Bildhauer und Steinmetzmeister.

## Leben und Werk

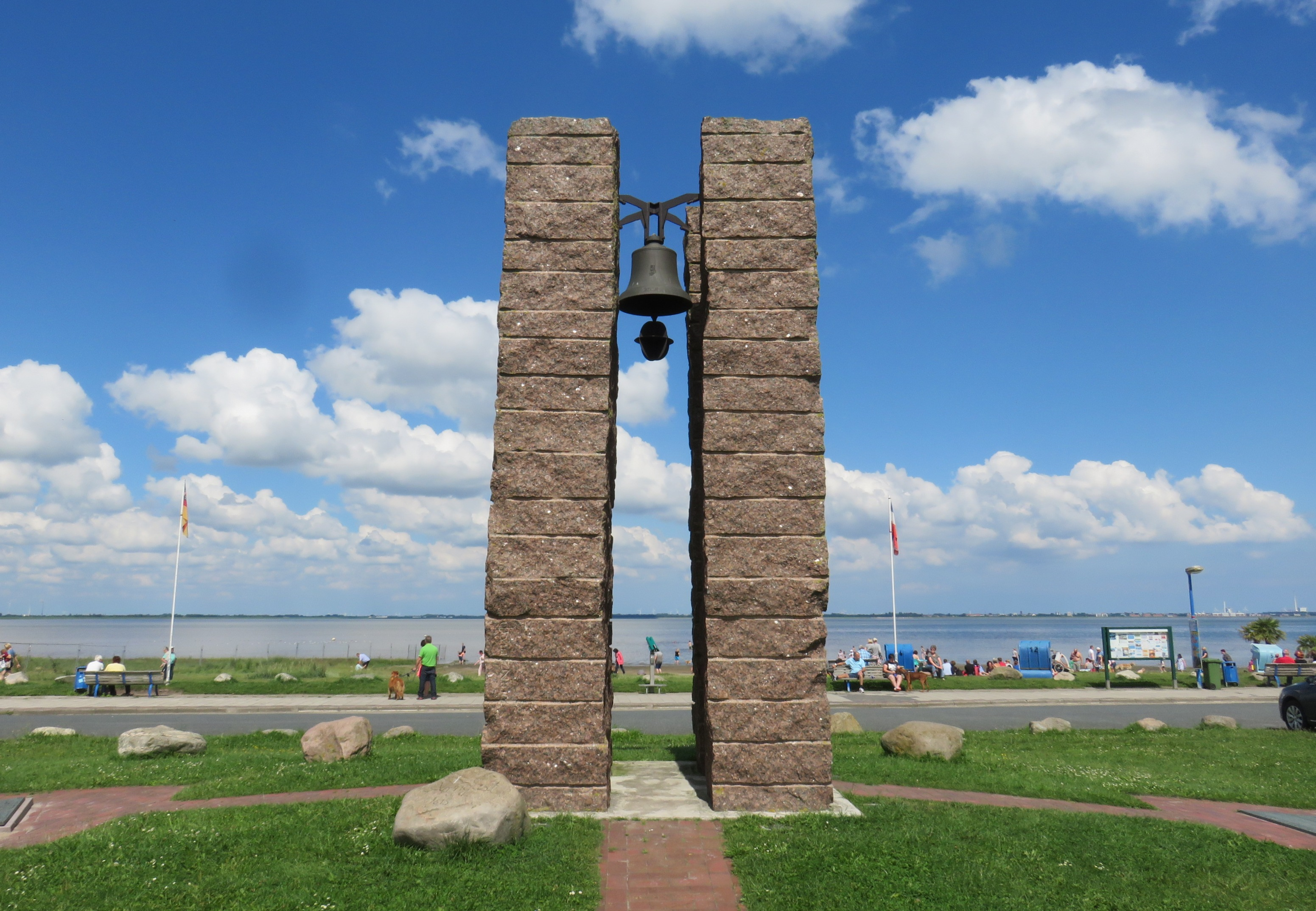
Der Friesendom – Wahrzeichen von Dangast

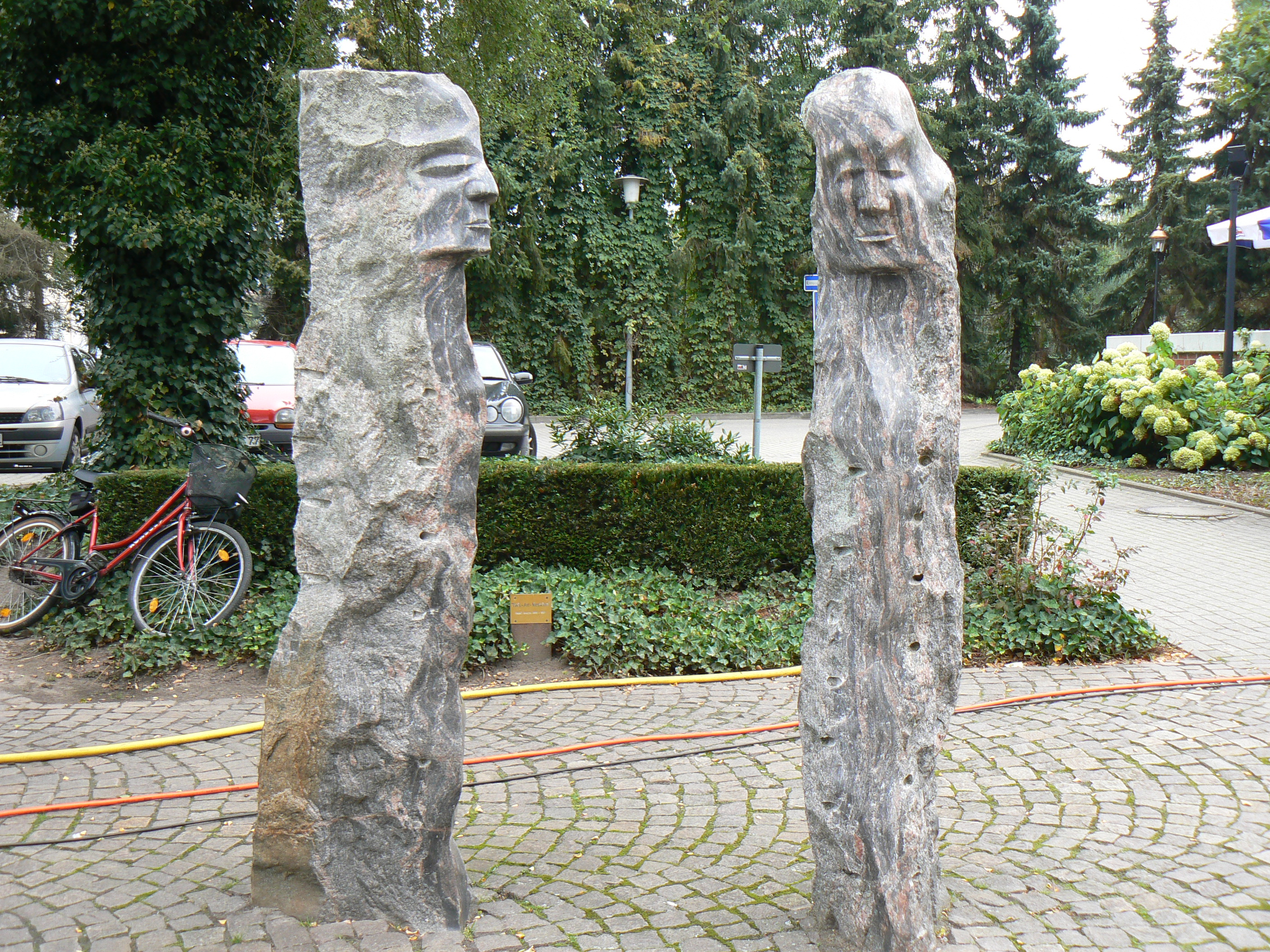
Park-Art-Menschen (Damme)

Grenzer wuchs in der 3. Generation eines Steinbildhauer-Betriebes auf. Nach seiner Schulzeit absolvierte er eine Steinmetz-Lehre. Nachdem er u. a. in Berlin in der Restaurierung tätig war, legte er seine Meisterprüfung als Steinbildhauer ab. Als freier Bildhauer fertigte er Skulpturen, die auch auf Ausstellungen gezeigt wurden. Grenzer arbeitete überwiegend  mit Naturstein wie Marmor, Sandstein und Granit. Es wurden auch Skulpturen aus Bronze gefertigt.
1973 kam es in Dangast zu ersten Begegnungen mit dem Bildhauer Anatol Herzfeld, einem Meisterschüler von Joseph Beuys, die Grenzer nachhaltig prägten. Herzfeld kam häufig nach Dangast, dem Nordseebad am Jade-Busen, das seit der Jahrhundertwende bedeutende Maler wie die Brücke-Maler oder Franz Radziwill anzog. Er veranstaltete in Dangast seine „Arbeitszeiten“, an denen auch Joseph Beuys manchmal teilnahm. Durch gemeinsame Arbeitszeiten wurde Eckart Grenzer nicht nur Freund, sondern auch Schüler von beiden.
1975 gehörte Grenzer zu den Mitbegründern der Freien Akademie Oldenburg. 1977 wurde die Freie Akademie Oldenburg auf die documenta 6 in Kassel eingeladen, wo Grenzer in 100 Tagen einen Steinwald schuf. Weitere Kunstaktionen und Skulpturen folgten. 1984 entstand am Strand von Dangast der 320 cm große Phallus aus Granit, der im Rhythmus der Gezeiten vom Meer des Jadebusens umspült wird: Lange umstrittenes Symbol für die Begegnung der Geschlechter und zugleich ein Grenz-Stein zwischen dem „weiblichen Meer und dem männlichen Land“.
Zwischen 1995 und 1997 entstanden die Art-Park-Menschen im Palaisgarten der ehemals gräflichen Sommerresidenz Rastede. 2000 schuf er in Dangast die Skulptur Der 7. Tag der Schöpfung, 2003 entstand in Vareler Hafen, hinter dem Deich des Jadebusens die Skulptur „Eis-Mann-Frau“ und ein Jahr später fertigte er, ebenfalls in Dangast, den Friesendom. Grenzer lebte und arbeitete in Oldenburg.

## Werk

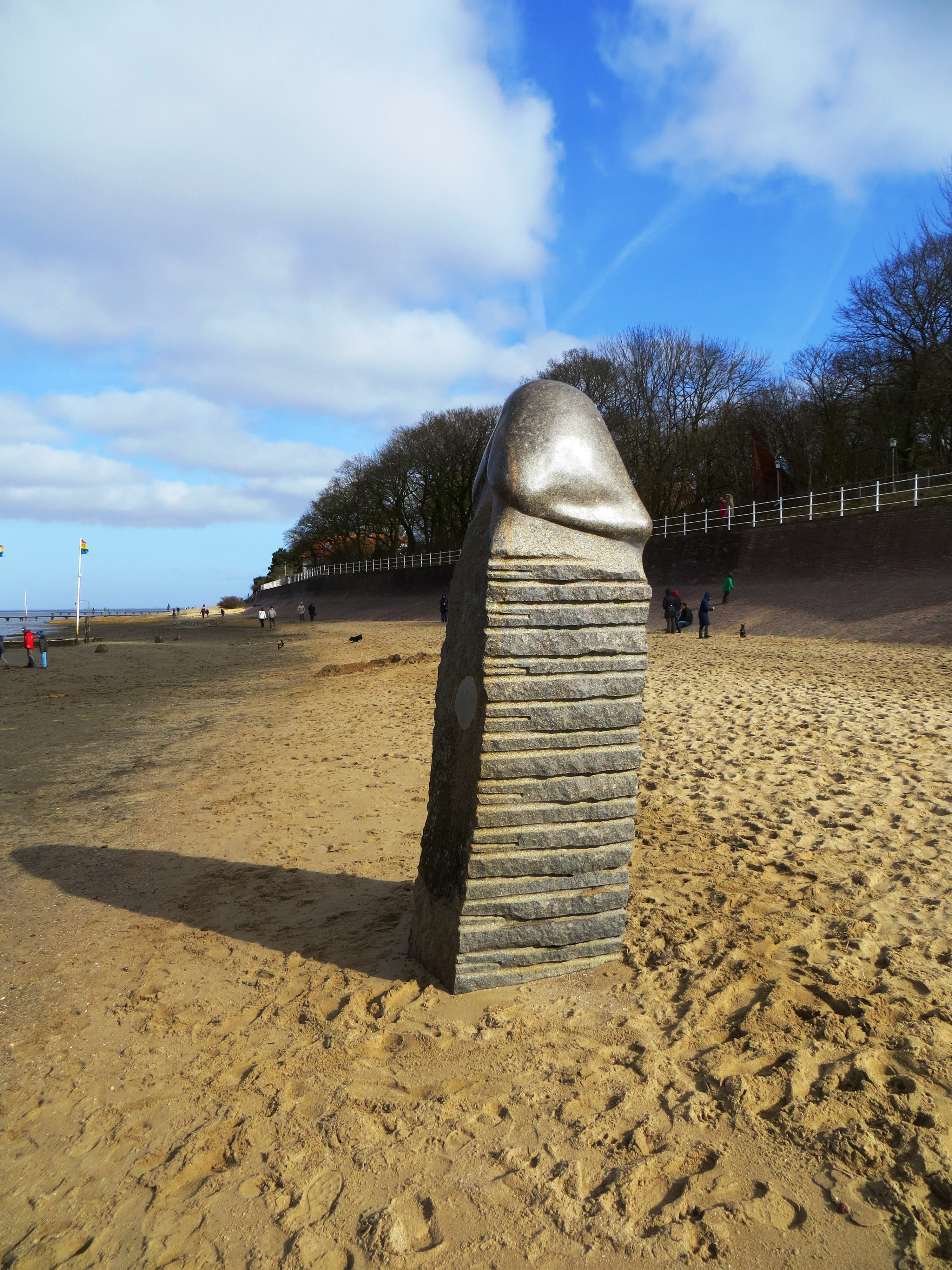
Penisförmiger, 3,80 Meter hoher „Grenzstein“ am Strand von Dangast, der die Grenze zwischen dem „männlichen“ Land und dem „weiblichen“ Meer markieren soll

Ein Grundprinzip Grenzers war die Einbindung des Publikums in den Arbeitsprozess. So bezog er bei der Fertigung seiner Skulpturen am Ausstellungsort das Publikum mit ein. Für den Künstler und seine Kunst stellte der Austausch von Geschichten und Bedeutungen einen wichtigen sozialen Beitrag im Entstehungsprozess seiner Skulpturen dar. Auch fremde Kulturen und Begegnungen während seiner Reisen in viele Länder der Welt, haben ihm wichtige Impulse für seine künstlerische Arbeit gegeben.